# Eparchia di Sohag
L'eparchia di Sohag (in latino Eparchia Sohagensis) è una sede della Chiesa cattolica copta suffraganea del patriarcato di Alessandria dei Copti. Nel 2022 contava 16.140 battezzati. È retta dall'eparca Thomas Halim Habib.

## Territorio
L'eparchia comprende la città di Sohag nel governatorato omonimo nell'Egitto centrale.
A Tahta si trova la cattedrale di Cristo Re.
Il territorio è suddiviso in 21 parrocchie.

## Storia
L'eparchia è stata eretta il 13 settembre 1981, ricavandone il territorio dall'eparchia di Luxor.

## Cronotassi dei vescovi
Si omettono i periodi di sede vacante non superiori ai 2 anni o non storicamente accertati.
- Morkos Hakim, O.F.M. † (26 maggio 1982 - 9 agosto 2003 dimesso)
- Youssef Aboul-Kheir (9 agosto 2003 - 14 giugno 2019 ritirato)
- Basilios Fawzy Al-Dabe (14 giugno 2019 - 3 novembre 2020 nominato eparca di Minya)
- Thomas Halim Habib, dal 3 novembre 2020

## Statistiche
L'eparchia nel 2022 contava 16.140 battezzati.
| anno | popolazione | popolazione | popolazione | presbiteri | presbiteri | presbiteri | presbiteri                | diaconi | religiosi | religiosi | parrocchie |
| anno | battezzati  | totale      | %           | numero     | secolari   | regolari   | battezzati per presbitero | diaconi | uomini    | donne     | parrocchie |
| ---- | ----------- | ----------- | ----------- | ---------- | ---------- | ---------- | ------------------------- | ------- | --------- | --------- | ---------- |
| 1990 | 12.000      | ?           | ?           | 17         | 17         |            | 705                       |         |           | 28        | 23         |
| 1999 | 12.000      | ?           | ?           | 24         | 24         |            | 500                       |         |           |           | 23         |
| 2000 | 12.225      | ?           | ?           | 19         | 19         |            | 643                       |         |           |           | 20         |
| 2001 | 12.000      | ?           | ?           | 24         | 24         |            | 500                       | 1       |           | 24        | 22         |
| 2002 | 12.260      | ?           | ?           | 21         | 21         |            | 583                       | 1       |           | 28        | 22         |
| 2003 | 12.283      | ?           | ?           | 22         | 22         |            | 558                       | 1       |           | 28        | 22         |
| 2004 | 12.560      | ?           | ?           | 18         | 18         |            | 697                       |         |           | 24        | 20         |
| 2009 | 12.510      | ?           | ?           | 24         | 24         |            | 521                       |         |           | 26        | 20         |
| 2014 | 13.553      | ?           | ?           | 23         | 23         |            | 589                       |         |           | 32        | 22         |
| 2017 | 12.705      | ?           | ?           | 27         | 27         |            | 470                       |         |           | 48        | 24         |
| 2020 | 14.480      | ?           | ?           | 27         | 23         | 4          | 536                       |         | 4         | 33        | 23         |
| 2022 | 16.140      | ?           | ?           | 24         | 20         | 4          | 672                       | 1       | 10        | 33        | 21         |